# Nacionalni park Gros Morne
Nacionalni park Gros Morne je nacionalni park na zapadnoj obali Njufaundlenda koji je svojom površinom od 1.805 km² drugi najveći nacionalni park u Kanadi. Nacionalni park Gros Morne je osnovan 1973. godine, a ime je dobio po vrhu Gros Morne (francuski za „Veliki usamljenik”"), koji je svojom visinom od 806 m drugi po visini na Njufaundlendu. Gros Morne pripada gorju Long Rejndzu koje je severni ogranak Apalači planina. On je zapravo erodirani ostatak planinskog gorja koje je nastalo prije 1,2 miliona godina od sedimentnih stena iz ordovicija, te magmatskih stena i gabro iz starijeg paleozoika i prekambrijskog granita.

Park je redak geološki primer procesa pomeranja kontinentalnih ploča pri čemu su se na površini uspele sedimentne stene i duboko okeansko dno, te su se ukazale stene zemljine kore (tzv. obdukcija) s područja Mohorovičićevog diskontinuiteta. Krajolik su nadalje oblikovali ledenjaci stvorivši slikovitu obalnu nizinu, alpske visoravni, fjordove, ledenjačke doline, strme litice i mnoga nedirnuta jezera. Zbog toga je Nacionalni park Gros Morne upisan na UNESCO-voj listi svetske baštine u Severnoj Americi još 1987. godine.
Pored toga, u parku je pronađeno nekoliko arheoloških lokaliteta koji svedoče kako su ovdje živeli pomorski arhaički indijanci prije 4.500-3.000 godina, te Eskimi Dorsetske kulture prije 1.800-1.200 godina.

## Odlike
Park se odlikuje raznolikim vrstama tla, zahvaljujući različitim načima nastanka. Tako na severozapadnom(Silver Planinama i zapadnom dijelu (St. Paul's Inlet) dominira peskovita ilovača nastala pomicanjem ledenjaka preko podloge od granita, gnajsa i škriljevca. U jugoistočnom području (North Lake) ispod peščane ilovače nalaze se sedimentne stene (uključujući i dolomitni vapnenac). Dok se ispod uglavnom plitke ilovača uz obalu (Cox's Cove) nalaze diskontinuirani slojevi škriljevca, vapnenca i pješčenjaka. Obalni pojas severno od zaliva Bonne Bay (Gull's Marsh i Sally's Cove) je uglavnom treset i glina (Wood's Island i Rocky Harbour). Neplodno kamenito tlo visoravni južno od zaljeva Bonne Bay pripadaju udruzenju Serpentine Range.

## Bioraznolikost
Uz obalu se pruža vegetacija smrča i balzamovca (lokalno poznatih kao tuckamore), zakržljalih zbog jakih vjetrova i oluja s mora. Na krajnjem istoku s granitnim tlom raste malo bujnija vegetacija, ali su najveće šume, u kojima se javlja i žuta breza (Betula alleghaniensis), na zaštićenim područjima iznad sedimentnih stijena. Daleko od obale i litica nalazi se vegetacija nalik tundri s niskim raslinjem, grmljem i zakrpama tuckamore drveća.